# Hi Scores
{{Ficha de álbum|nombre=Hi Scores|artista=Boards of Canada|tipo=EP|publicación=1996|género=IDM|duración=33:11|productor=Mike Sandison, Marcus Eoin|calificación=AllMusic 
Hi Scores es un EP del dúo de música electrónica Boards of Canada. Fue lanzado por Skam Records en 1996 y alcanzó el número 34 del UK Dance Albums Chart. La canción "Turquoise Hexagon Sun" fue incluida más tarde en su primer álbum Music Has the Right to Children.

## Lista de canciones
| N.º | Título                           | Duración |  |
| 1.  | «Hi Scores»                      | 4:57     |  |
| 2.  | «Turquoise Hexagon Sun»          | 5:09     |  |
| 3.  | «Nlogax»                         | 6:54     |  |
| 4.  | «June 9th»                       | 5:18     |  |
| 5.  | «Seeya Later»                    | 4:12     |  |
| 6.  | «Everything You Do Is a Balloon» | 7:03     |  |